# Free!
Free! (яп. フリー! Фури:!, неоф.рус.«Вольный стиль») — аниме-сериал студии Kyoto Animation, который вышел в эфир на телеканале Tokyo MX 4 июля 2013 года с подзаголовком Iwatobi Swim Club(рус. Плавательный клуб старшей школы Иватоби). Режиссёром является Хироко Уцуми, ранее участвовавшая в проектах Kyoto Animation как аниматор. Сценарист проекта — Масахиро Ёкотани, написавший сценарий к полнометражному фильму «Годзилла, Мотра, Мехагодзилла: Спасите Токио». В июле 2014 года вышел второй сезон сериала под названием Free! Eternal Summer (подз.рус. Бесконечное лето). 5 декабря 2015 вышел полнометражный фильм Eiga High Speed! Free! Starting Days (рус. Высокая скорость! Так начинался «Вольный стиль»). Премьера третьего сезона сериала, Free! Dive to the Future, произошла 11 июля 2018 года.

## Сюжет
История рассказывает о пятерых молодых людях, занимающихся плаванием. В младшей школе четверо из них ходили в секцию по плаванию. Затем их пути разошлись — Харука и Макото поступили в одну среднюю школу, Нагиса — в другую (после чего все трое поступили в старшую школу Иватоби), а четвёртый, Мацуока Рин, поступил в школу плавания в Австралии и уехал из страны. Вернувшись в Японию, он перевёлся в школу Самэдзука. Позже Рин вызывает Харуку на состязание по плаванию и выигрывает. Это положило начало открытию плавательной секции в школе Иватоби. Всегда энергичный Нагиса уговаривает Харуку и Макото открыть её, но им не хватало одного человека… Не падая духом Нагиса заставил вступить в клуб Рэя, который на тот момент не умел плавать…

## Главные герои
Харука Нанасэ (яп. 七瀬 遙 Нанасэ Харука) — главный герой. Юноша среднего роста с тёмными волосами и яркими синими глазами. Любит воду, но не любит эстафеты и плавает только вольным стилем. По мере развития сюжета Харука меняется и приобретает абсолютно противоположные качества. Живёт один. Неплохо рисует и готовит (преимущественно скумбрию). 
Сэйю: Нобунага Симадзаки
Макото Татибана (яп. 橘 真琴 Татибана Макото) — лучший друг детства Харуки и его одноклассник. Высокий юноша с каштановыми волосами и зелёными глазами. Боится океана, так как в детстве во время шторма погиб его знакомый рыбак. Капитан плавательной секции Иватоби.
Сэйю: Тацухиса Судзуки
Нагиса Хадзуки (яп. 葉月 渚 Хадзуки Нагиса) — ещё один друг Харуки из младшей школы. Весёлый и жизнерадостный. Он восхищается плаванием Харуки и поступает в его школу, чтобы плавать вместе с ним снова. Именно он уговорил Рюгадзаки вступить в секцию. 
Сэйю: Цубаса Ёнага
Рэй Рюгадзаки (яп. 竜ヶ崎 怜 Рю:гадзаки Рэй) — одноклассник Нагисы. В начале истории он ходит в секцию лёгкой атлетики, но позже присоединяется к плавательной, потому что начинает восхищаться Харукой. Находит привлекательными только «красивые» виды спорта. 
Сэйю: Дайсукэ Хиракава
Рин Мацуока (яп. 松岡 凛 Мацуока Рин) — друг детства Харуки и команды, состоял с ребятами в одной секции по плаванию в младшей школе. Убедил Харуку участвовать в эстафете, в которой они победили, после чего сразу уехал в Австралию, чтобы совершенствоваться и стать олимпийским чемпионом. Четыре года провёл в Австралии, после возвращения переводится в школу Самэдзука и становится их соперником.
Сэйю: Мамору Мияно

## Производство
Аниме-сериал Free! был создан по мотивам романа High☆Speed! (яп. ハイ☆スピード Хай☆Супи:до!, Высшая скорость) авторства Кодзи Одзи, которая получила вторую награду Kyoto Animation в 2011 году как лучшее ранобэ-произведение. Студия Animation Do выпустила Сплэш Скрин, который показывался по телевидению. Реклама быстро набрала вирусную популярность, особенно среди пользователей блога Tumblr. Несмотря на короткую продолжительность ролика (30 секунд), в интернете стало появляться множество фанфиков, посвящённых персонажам из рекламы, у них появилась вымышленная биография. В результате такой популярности было решено создать полноценный сериал.

## Музыка
Композитором проекта является Тацуя Като. Он написал треки к таким аниме, как Ящик предложений Медаки и Девушки-самураи.
- Открывающие композиции

Исполняет группа OLDCODEX:
Rage On
Dried Up Youthful Fame
- Закрывающие композиции

Исполняет группа Style Five:
Splash Free
Ever Blue (12 эпизод 1 сезона)
Future Fish
Clear Blue Departure (13 эпизод) 2 сезона
Состав группы Style Five: Нобунага Симадзаки, Тацухиса Судзуки, Цубаса Ёнага, Дайсукэ Хиракава, Мамору Мияно.